# Heleioporus barycragus
A Heleioporus barycragus a kétéltűek (Amphibia) osztályának békák (Anura) rendjébe, a mocsárjáróbéka-félék (Limnodynastidae) családjába, azon belül a Heleioporus nembe tartozó faj.

## Előfordulása
Ausztrália endemikus faja. Az ország Nyugat-Ausztrália államában, a Perthtől keletre fekvő Darling-hegyvonulat előhegyein, 150–600 m-es tengerszint feletti magasságban honos. 

## Megjelenése, életmódja
A  Heleioporus barycragus  Nyugat-Ausztráliában a legnagyobb méretű Heleioporus faj. A többi nyugat-ausztráliai fajhoz hasonlóan késő ősszel és télen szaporodik. A hímek az általuk a kiszáradt vízfolyások függőleges oldalfalába ásott üregekből hívják a nőstényeket, akik habágyba helyezik petéiket. Az ebihalak az elárasztott üregekből kerülnek a vízfolyásba.
A barycragus jelentése mély hangú, mellyel a faj békáinak huhogó hangjára utalnak. Emiatt a jellegzetesség miatt kapták angol nevüket: hooting frog (huhogó béka).

## Természetvédelmi helyzete
A vörös lista a nem fenyegetett fajok között tartja nyilván.